# Personal defense weapon
Una personal defense weapon (o PDW, Arma da difesa personale) è un tipo di arma da fuoco automatica usata per la difesa personale a corto raggio, caratterizzata dall'uso di cartucce simili a quelle da fucile, anche se di dimensioni inferiori. Sono considerate come una categorie di armi intermedia tra le pistole mitragliatrici ed i fucili di assalto. Tra le armi di questo tipo più diffuse rientrano l'MP-7, prodotto dalla Heckler & Koch, ed il P90, prodotto dalla FN.  

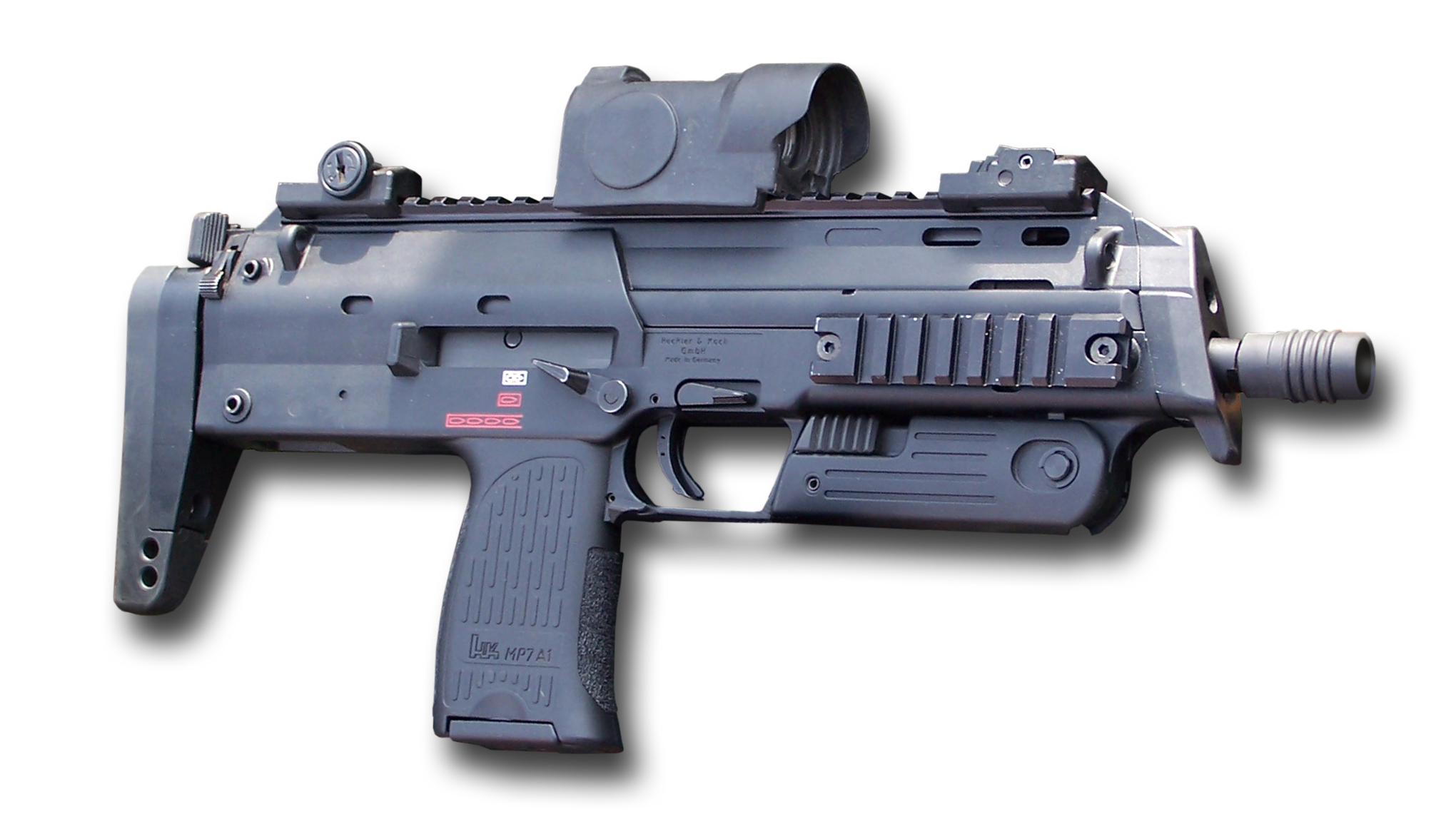
MP7 con mirino Red dot

## Caratteristiche
È un'arma automatica o un'arma semi-automatica simile in molti aspetti ad un mitra od una pistola mitragliatrice, ma sparante munizioni per arma lunga (spesso specificamente studiate) che le danno una maggior gittata, accuratezza e penetrazione di armatura delle munizioni da pistola usate nelle suddette armi corte.
Le PDW sono nati come incrocio tra un mitra (o pistola mitragliatrice) ed una carabina, mantenendo le dimensioni compatte e capacità del caricatore delle prime, aggiungendovi la potenza, accuratezza e capacità penetrative delle seconde.

## Armi
Alcuni esempi sono:
- FN P90
- Heckler & Koch MP7
- Magpul PDR

## Munizioni
Le munizioni sono una via di mezzo tra munizioni da pistola, e da fucile, alcuni esempi sono:
- FN 5,7 × 28 mm
- 4,6 × 30 mm